# پلی استایپوس
پلی استایپوس (به لاتین: Polystypos) یک منطقهٔ مسکونی در قبرس است که در ناحیه نیکوزیا واقع شده‌است. پلی استایپوس ۱۷۳ نفر جمعیت دارد.